# Alois Bräutigam

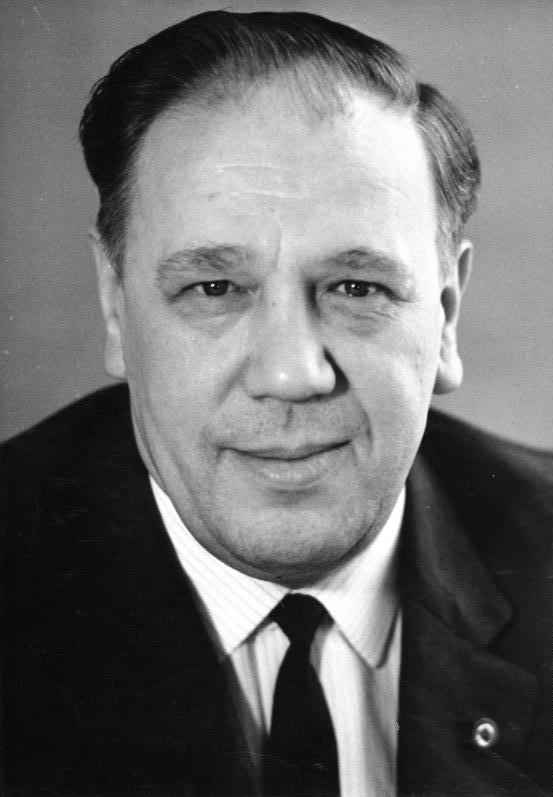
Alois Bräutigam (1967)

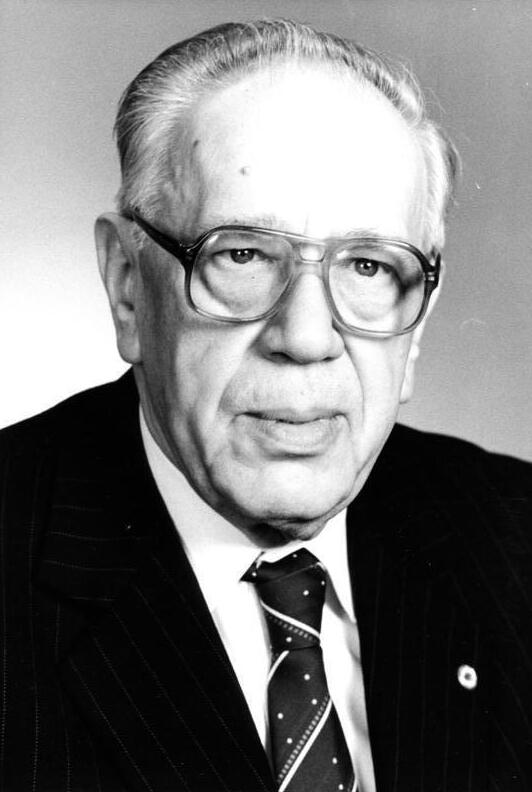
Alois Bräutigam (1988)

Alois Bräutigam (* 28. April 1916 in Grünlas, Böhmen; † 10. Januar 2007) war ein deutscher Politiker (KPTsch/SED) und Funktionär der Volkssolidarität.

## Leben
Bräutigam, Sohn eines Bergarbeiters, machte nach dem Besuch der Volksschule in Neusattl von 1929 bis 1932 eine Ausbildung zum Maurer, anschließend war er sowohl in diesem Beruf, als auch als Bergmann tätig. 1929 wurde er Mitglied des Kommunistischen Jugendverbandes, 1932 Mitglied der Kampfgemeinschaft für Rote Sporteinheit und 1934 Mitglied der Kommunistischen Partei der Tschechoslowakei (KPTsch) sowie des Bundes der Freunde der Sowjetunion. Von 1937 bis 1938 war er bei der tschechoslowakischen Armee. Nach einer kurzen Arbeitslosigkeit diente er von Januar bis April 1939 in der Wehrmacht. Bei Beginn des Zweiten Weltkriegs im September 1939 wurde er erneut in die Wehrmacht eingezogen und leistete Kriegsdienst in einem Artillerieregiment. Er nahm im Mai/Juni 1940 am Frankreichfeldzug teil. Nach einer Erkrankung wurde er im Februar 1942 von der Front freigestellt und hatte zuletzt den Dienstgrad eines Obergefreiten. Bis 1945 arbeitete er wieder als Bergmann in einer Tongrube und beteiligte sich 1944/45 als Mitglied der örtlichen Widerstandsbewegung in Neusattl an der illegalen politischen Arbeit gegen das NS-Regime.
Nach Kriegsende war er Leiter des Antifa-Büros in Neusattl und 1945/1946 im tschechoslowakischen Polizeidienst. 1946 übersiedelte er nach Schmalkalden in die Sowjetische Besatzungszone. Im Februar 1946 trat er der KPD bei, im April 1946 wurde er Mitglied der SED. Von Juli 1946 bis Januar 1947 war er Volkspolizist (Wachtmeister) beim VP-Kreisamt Schmalkalden und von 1946 bis 1949 Stadtverordneter in Schmalkalden. 1947 wurde er hauptamtlich in der SED tätig, zunächst als politischer Mitarbeiter und Vorsitzender des SED-Kreisvorstandes Schmalkalden. Von 1947 bis 1952 gehörte er als Mitglied der SED-Landesleitung Thüringen an. Von Juli 1949 bis November 1950 war er Erster Sekretär der SED-Kreisleitung Arnstadt, von November 1950 bis 1951 Erster Sekretär der SED-Kreisleitung Weimar. 1951/52 studierte er an der Parteihochschule „Karl Marx“. Anschließend war er von Januar bis Mai 1953 Leiter der Abteilung Staatliche Organe der SED-Bezirksleitung Erfurt. Von Juni 1953 bis 1954 war er Erster Sekretär der SED-Stadtleitung Erfurt sowie Stadtverordneter ebenda. Von Dezember 1954 bis Juni 1958 fungierte er als Erster Sekretär der SED-Gebietsleitung Wismut und von Juni 1958 bis April 1980 als Erster Sekretär der SED-Bezirksleitung Erfurt (Nachfolger von Hermann Fischer). Er war von 1958 bis 1981 Mitglied der SED-Bezirksleitung Erfurt und von 1963 bis 1981 Abgeordneter des Bezirkstages Erfurt. Von Juli 1958 bis Dezember 1989 war er Mitglied des ZK der SED. Von 1958 bis 1981 war er als Mitglied der SED-Fraktion Abgeordneter der Volkskammer und von 1963 bis September 1971 Mitglied des Nationalen Verteidigungsrates der DDR.
1981/82 war er stellvertretender Vorsitzender und von Juni 1982 bis Dezember 1989 – als Nachfolger von Robert Lehmann – Vorsitzender des Zentralausschusses der Volkssolidarität.
Nach der Wende und friedlichen Revolution in der DDR zog sich Bräutigam aus dem öffentlichen Leben zurück. Er starb Anfang 2007 und wurde auf dem Erfurter Hauptfriedhof beigesetzt.

## Ehrungen
- Ehrennadel der Nationalen Front (1957)
- Ehrennadel der Gesellschaft für Deutsch-Sowjetische Freundschaft in Gold (1957)
- Verdienstmedaille der DDR (1960)
- Banner der Arbeit (1964)
- Vaterländischer Verdienstorden in Silber und Gold (1966)
- Karl-Marx-Orden (1976)
- Ehrenspange zum Vaterländischen Verdienstorden in Gold (1981)
- Stern der Völkerfreundschaft (1986)